# Wolfschlugen
Wolfschlugen – miejscowość i gmina w Niemczech, w kraju związkowym Badenia-Wirtembergia, w rejencji Stuttgart, w regionie Stuttgart, w powiecie Esslingen, wchodzi w skład wspólnoty administracyjnej Nürtingen. Leży ok. 10 km na południe od Esslingen am Neckar.

## Demografia
- 1961: 2 689
- 2000: 6 082
- 2005: 6 264

## Współpraca
Miejscowość partnerska:
- Espenhain, Saksonia
- Lublana, Słowenia